# Бобровский сельсовет (Витебская область)
Бобровский сельсовет (бел. Баброўскі сельсавет) — административная единица на территории Лепельского района Витебской области Белоруссии. Административный центр — агрогородок Боброво.

## География
Озёра: Неколочь и др.

## История
27 декабря 2018 года была упразднена деревня Погорелое. Также были упразднены деревни Падалица и Мишульки.

## Состав
Бобровский сельсовет включает 33 населённых пункта:
- Батукалово — деревня.
- Боброво — агрогородок.
- Воропаевщина — деревня.
- Ворошки — деревня.
- Гарани — деревня.
- Горовые — деревня.
- Двор Суша — деревня.
- Демешково — деревня.
- Долгое — деревня.
- Завадино — деревня.
- Загорцы — деревня.
- Залесье-1 — деревня.
- Залесье-2 — деревня.
- Замошье — деревня.
- Заозерная — деревня.
- Заружанье — деревня.
- Заславки — деревня.
- Земцы — деревня.
- Костинка — деревня.
- Красное Село — деревня.
- Ладеено — деревня.
- Матырино — деревня.
- Несино — деревня.
- Островы — деревня.
- Отоки — деревня.
- Радунь — деревня.
- Слободка — деревня.
- Сосняги — деревня.
- Суша — деревня.
- Сызовщина — деревня.
- Фатынь — деревня.
- Халимоново — деревня.
- Хвощево — деревня.